# Ederson (ur. 1993)
Ederson, właśc. Ederson Santana de Moraes (ur. 17 sierpnia 1993 w Osasco) – brazylijski piłkarz, występujący na pozycji bramkarza w angielskim klubie Manchester City oraz w reprezentacji Brazylii. Wychowanek São Paulo, w swojej karierze grał także w takich zespołach jak Ribeirão, Rio Ave FC oraz SL Benfica. Posiada również obywatelstwo portugalskie.

## Kariera klubowa

### Wczesna kariera/Rio Ave
Urodzony w Osasco w São Paulo, Ederson rozpoczął karierę piłkarską w 2008 w lokalnym klubie São Paulo, w którym grał w jednym sezonie, zanim dołączył do portugalskiej Benfiki. Tam spędził dwa lata jako junior, a następnie odszedł do zespołu GD Ribeirão. Rok później podpisał umowę z drużyną grającą w Primeira Liga Rio Ave. W maju 2015, po serii dobrych występów i powołaniu do drużyny Brazylii U-23, podpisał nowy kontrakt z klubem do 2019.

### Benfica
27 czerwca 2015 Ederson dołączył do czołowej drużyny Portugalii Benfiki. Potem w lipcu oficjalnie podpisał pięcioletni kontrakt z klubem w transakcji o wartości 500 tys. euro i wyznaczyli klauzulę w razie jego odejścia, wynoszącą 45 milionów euro. W sezonie 2015/2016 Ederson rozpoczął jako rezerwowy w pierwszej kolejce, gdyż w bramce bronił jego rodak Júlio César. Ederson po raz pierwszy zagrał kilka spotkań w Segunda Liga z zespołem rezerwowym oraz dostał szansę gry w Taça da Liga z drużyną główną, zanim zadebiutował w Primeira Liga 5 marca 2016 roku przeciwko rywalom Sporting CP, zastępując kontuzjowanego Júlio Césara. Benfica wygrał derby ligi 0-1 i zajęła pierwsze miejsce w Primeira Liga. Pięć dni później zagrał finale Taça da Liga przeciwko Marítimo, który Benfica wygrała 6-2. Poza tym zagrał trzy mecze w ramach Ligi Mistrzów UEFA, gdzie Benfica dotarła do ćwierćfinału. W następnym sezonie wygrał rozgrywki Primeira Liga, Taça de Portugal i Supertaça Cândido de Oliveira.

### Manchester City

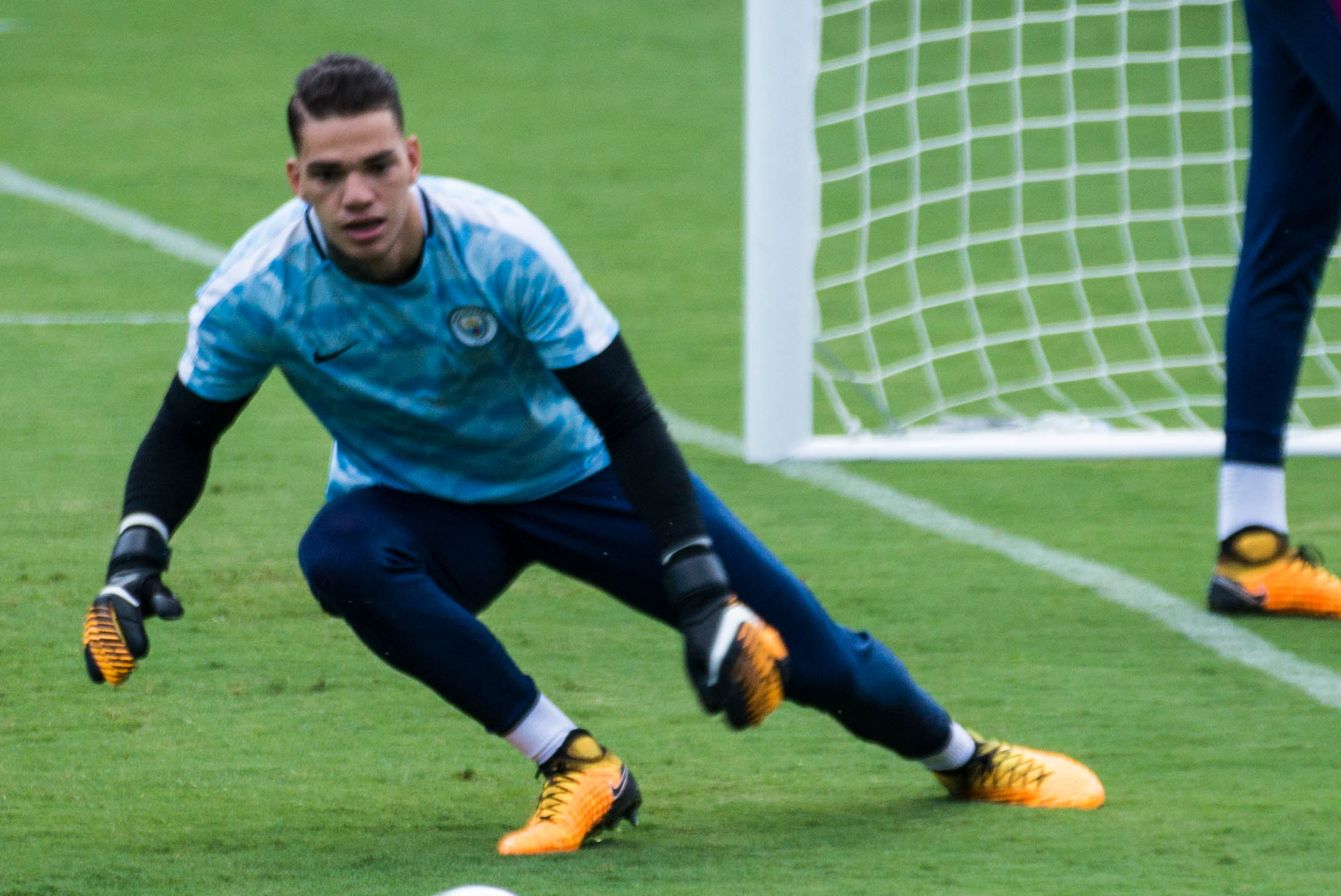
Ederson jako zawodnik Manchesteru City

1 czerwca 2017 Benfica ogłosiła, że Ederson dołączył do Manchesteru City za 35 milionów funtów (40 milionów euro), co czyniło go wówczas drugim najdroższym bramkarzem wszech czasów, przed Gianluigim Buffonem (32,6 miliona funtów). W rozgrywkach Premier League zadebiutował 12 sierpnia 2017 przeciwko Brighton & Hove Albion i zachował czyste konto.

## Kariera reprezentacyjna
W październiku 2017 zadebiutował w dorosłej reprezentacji Brazylii w wygranym 3:0 meczu kwalifikacyjnym do Mistrzostw Świata 2018 przeciwko Chile.

## Sukcesy

### Rio Ave
- Finał Pucharu Portugalii: 2013/2014
- Finał Pucharu Ligi Portugalskiej: 2013/2014

### Benfica
- Mistrzostwo Portugalii: 2015/2016, 2016/2017
- Puchar Portugalii: 2016/2017
- Puchar Ligi Portugalskiej: 2015/2016

### Manchester City
- Mistrzostwo Anglii: 2017/2018, 2018/2019, 2020/2021, 2021/2022, 2022/2023, 2023/2024[8]
- Puchar Anglii: 2018/2019, 2022/2023[9]
- Puchar Ligi Angielskiej: 2017/2018, 2018/2019, 2019/2020, 2020/2021
- Tarcza Wspólnoty: 2018, 2019, 2024
- Liga Mistrzów: 2022/2023[10]

### Reprezentacyjne
- Copa América: 2019
- Turniej w Tulonie: 2014

### Wyróżnienia
- Najlepszy bramkarz Primeira Liga: 2016/2017[11]
- Przełomowa XI w Lidze Mistrzów: 2017
- Drużyna roku w Premier League według PFA: 2018/2019

### Rekordy
- Rekord Guinnessa w najdłuższym wykopie piłki (75,35 m)